# Canzone per un figlio
Canzone per un figlio è un brano musicale del gruppo musicale italiano Marlene Kuntz, scritto da Cristiano Godano, Riccardo Tesio e Luca Bergia e prodotto da Gianni Maroccolo, e pubblicato come singolo il 15 febbraio 2012 dall'etichetta discografica Columbia Records. Il singolo è il primo estratto dall'album Canzoni per un figlio, nono lavoro in studio del gruppo.
Il brano ha partecipato al Sessantaduesimo Festival della Canzone Italiana di Sanremo. La sua partecipazione al Festival è stata annunciata il 15 gennaio 2012. Si tratta della prima volta che il gruppo partecipa al Festival. Tuttavia Canzone per un figlio è stata eliminata dalla gara durante la seconda serata.

## Il brano
In occasione della presentazione dell'album Canzoni per un figlio, i Marlene Kuntz hanno raccontato le genesi dell'album e del brano sanremese. Parlando della partecipazione del gruppo a Sanremo, Riccardo Tesio ha raccontato:
(Riccardo Tesio)
Ha spiegato Cristiano Godano relativamente alla scrittura di Canzone per un figlio, di aver scritto il testo del brano mentre era impegnato nella lettura del romanzo Un incantevole sogno di felicità, di Lila Azam Zanganeh:
(Cristiano Godano)

## Il video
Il video musicale prodotto per Canzone per un figlio è stato distribuito il 16 febbraio 2012. Il video è diretto da Jacopo Rondinelli e prodotto dalla Salazoo srl.

## Tracce
Download digitale
1. Canzone per un figlio - 3:39